# Bufo amatolicus
Cóc Amatola (Bufo amatolicus) là một loài cóc thuộc họ Bufonidae.
Đây là loài đặc hữu của Nam Phi.
Môi trường sống tự nhiên của chúng là đồng cỏ nhiệt đới hoặc cận nhiệt đới vùng đất cao và đầm nước ngọt có nước theo mùa.
Chúng hiện đang bị đe dọa vì mất nơi sống.